# Economía caleidoscópica

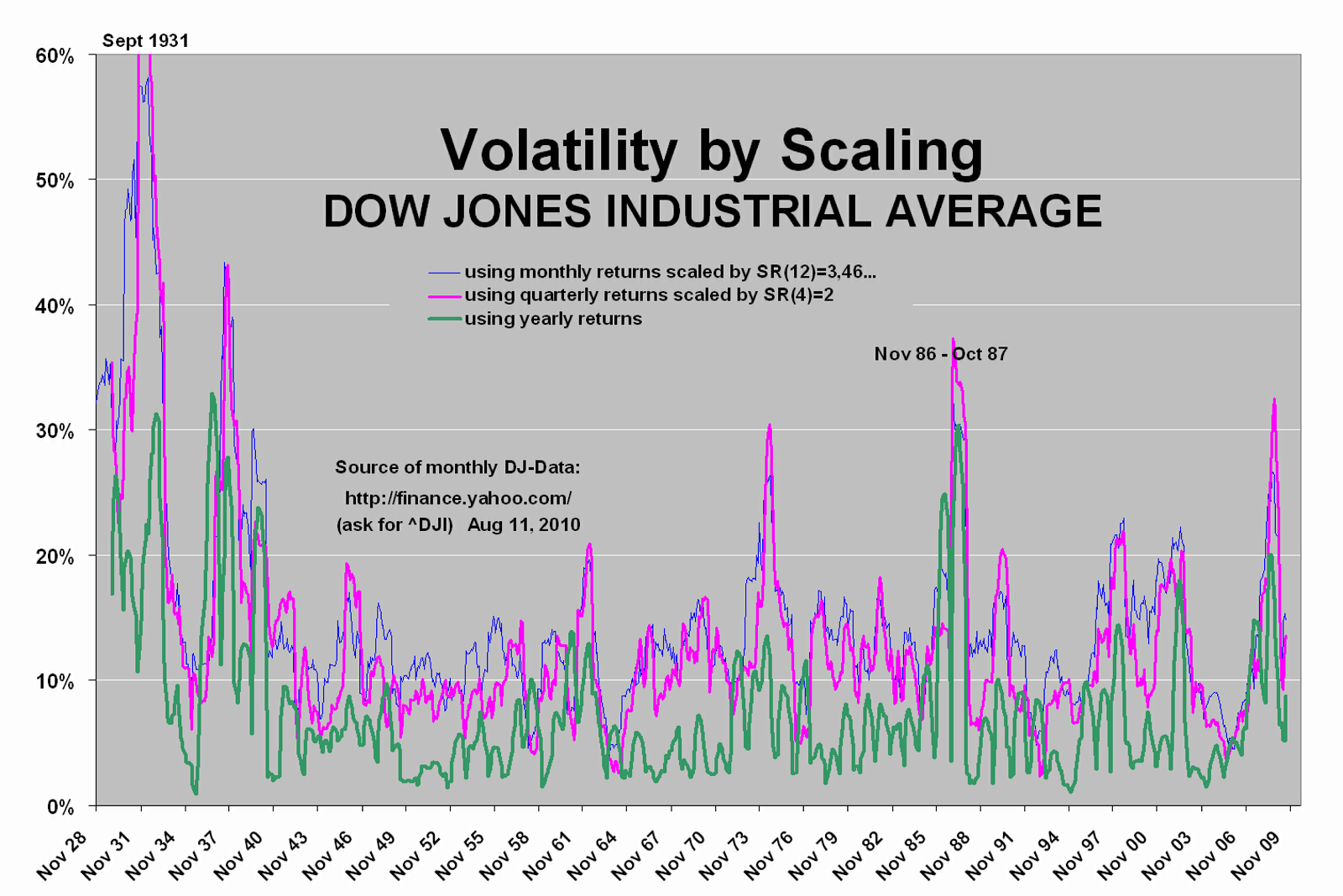
Comportamiento de la volatilidad del índice Dow Jones a lo largo del tiempo

El término Caleidoscópico (en griego: καλός kalos: "bueno", "bonito"; εἶδος eidos: "forma", "forma") denota las formas cambiantes del estado de una economía. La incertidumbre es el principal factor caleidoscópico.

## La incertidumbre en la economía
El economista británico George Lennox Sharman Shackle, que se ha caracterizado por ser postkeynesiano pero también influido por la Escuela austriaca, intentó desafiar la teoría de la elección racional clásica. Utilizó el término "caleidoscópico", derivado de "caleidoscopio", para describir el estado de la economía en la postura particular que prevalece en cualquier momento, un estado debido a "expectativas particulares", o más bien, determinadas fórmulas acordadas sobre el futuro, que son por el momento ampliamente aceptadas". Este estado, sin embargo, como continúa Shackle al definir el término, "puede cambiar tan rápido, tan completamente, y con una provocación tan leve como el mosaico flojo y efímero del caleidoscopio. Un giro de la mano, una emisión de 'noticias', puede romper una imagen y reemplazarla por una diferente". Un estado, por lo tanto, que no es estable.
El economista alemán Ludwig Lachmann, un importante colaborador de la Escuela austriaca afirmó, de acuerdo con Shackle, que la magnitud de los beneficios en una economía, en cada período, está conformada principalmente por "fuerzas de corto plazo". Lachmann escribió que "una fuerza a largo plazo" está trabajando, todo el tiempo, tendiendo a eliminar estas diferencias precio / costo y afirmó que "en un equilibrio a largo plazo, en el que, por definición, las fuerzas equilibrantes finalmente prevalecieron sobre todas las fuerzas disruptivas, no hay ganancias ".
La persistencia de los beneficios en una economía de mercado, argumentó Lachmann, se debe a la persistencia del desequilibrio en algún sector del sistema económico; "Como en un caleidoscopio, la constelación de fuerzas que opera en el sistema como un todo cambia constantemente". Y, concluyó Lachmann, es un "caleidoscopio estático en lugar de equilibrio estático" el método de análisis más apropiado para "la realidad de la economía de mercado". Esto llevó a Lachmann a afirmar que una "tasa de beneficio de equilibrio es ... una contradicción en sus términos".

## Visión caleidoscópica keynesiana
John Maynard Keynes insistió en dividir la demanda total de dinero en varias demandas separadas, cada una identificada con algún propósito específico. En el artículo de 1937, titulado "The General Theory of Employment", en el que profundiza en su libro de 1936, The General Theory of Employment, Interest and Money, Keynes afirma, en efecto, que la demanda de dinero en el presente deriva de la incertidumbre de nuestro conocimiento sobre el futuro, y que el hecho de que el conocimiento humano del futuro sea "fluctuante, vago e incierto, convierte la riqueza en un tema peculiarmente inadecuado para los métodos de la teoría económica clásica". El tipo de incertidumbre al que se refiere Keynes es del mismo tipo que Lachmann asocia con el subjetivismo radical. De hecho, según Keynes, "simplemente no lo sabemos".
Este sentimiento se repite en la afirmación posterior y firme de Shackle, sobre la misma premisa, de que "la economía no es una ciencia, y no debemos llamarla ciencia". Shackle dijo: "He gastado mucha energía tratando de ver si podía idear alguna teoría sobre cómo se forman las expectativas y terminé con la conclusión de que las expectativas son demasiado elusivas y sutiles para descubrir principios o reglas que expliquen su surgimiento." Esto concuerda con lo que Keynes había escrito antes, en su artículo de 1937, acerca de que, por regla general, tenemos "solo la más vaga idea de las consecuencias más directas de nuestros actos".

## Visión caleidoscópica vienesa
El economista Richard E. Wagner, yendo más allá de la "idea de una economía o sociedad caleidoscópica" que está "fuertemente asociada con George Shackle y su visión keynesiana", afirmó que "el impulso central de la tradición austríaca en el análisis económico puede describirse por el término "caleidoscópico vienés". Wagner argumenta que, en cualquiera de las dos versiones de la economía caleidoscópica, el estrés analítico se centra en tratar el tiempo en serio y no solo en forma teórica, lo que, según Wagner, "lleva a reconocer que los procesos económicos son mejor tratados como turbulentos que como equilibrados". Aunque Wagner reconoció que la turbulencia es una característica natural de la inevitabilidad incompleta de la coordinación intertemporal, sostiene que está sujeta a mitigación y concluye que "la libertad individual y el ordenamiento privado [son] generalmente superiores a la política estatal y al orden público para calmar las turbulencias que caracterizan naturalmente a una sociedad caleidoscópica".
Según Wagner, la idea walrasiana de un sistema ordenado de relaciones ha invadido el corpus de la teoría austríaca y la formulación de Ludwig von Mises (1966) de una economía que gira de manera uniforme da reconocimiento a esta cualidad sistémica. Por otro lado, como también señala Wagner, el tratamiento de Friedrich Hayek (1932) del ciclo económico a partir de una posición de equilibrio walrasiano es un esfuerzo similar.

## Keynesianos vs austriacos
Notables economistas de la escuela austriaca consideran que la noción de economía caleidoscópica, tal como lo propusieron Shackle y Lachmann, en general, es "una inyección extraterrestre en [la tradición austríaca], un enfoque que solo ofrece "la corrupción de verdades duramente ganadas." La crítica austríaca refleja la creencia de que una visión caleidoscópica es contraria al esfuerzo por descubrir y articular "afirmaciones objetivas sobre la realidad" y esencialmente promueve un punto de vista nihilista, "donde los analistas son libres de ver lo que eligen ver."
A este respecto, Murray Rothbard tituló un ensayo "La invasión hermenéutica de la filosofía y la economía" (1990), y Joseph Salerno, en su tratamiento de lo que él considera el nihilismo de Lachmann, informa que Rothbard se refirió a "una enfermedad" que ha infectado los seminarios de economía austriaca llamada "Lachmannia". Leland Yeager, en la misma línea, aconsejó a los teóricos austriacos que no desdeñaran las teorías del equilibrio general.
En contraste con los críticos austríacos que percibieron la economía caleidoscópica como nihilista, Stephen Parsons argumentó que es la economía ortodoxa, en cambio, con "su disposición a adoptar modelos ficticios que dan respuestas definitivas a preguntas, la que es nihilista", mientras que Warren Samuels afirmó que "si la carga del nihilismo se aplica a cualquier sistema de pensamiento que deja abierto el futuro, el nihilismo es superior a las otras alternativas".

## Expectativas actuales
El economista estadounidense de la escuela austríaca Roger Garrison acepta que "las expectativas no son racionales en el sentido estricto de ese término", pero afirma que se vuelven más racionales "con mayores niveles de activismo político y con la experiencia acumulada con las consecuencias". Garrison caracteriza las expectativas como adaptativas, aunque aclara que se adaptan "no solo a los cambios en un precio particular, tasa salarial o tasa de interés, sino también al nivel cambiante de comprensión que corresponde a la superposición" entre el conocimiento local de las condiciones en un mercado particular y el conocimiento global de las teorías sobre cómo funcionan los mercados, incluidos los que tiene el regulador.